# Svenska kocklandslaget
Det Svenska Kocklandslaget företräder Sverige i internationella matlagningstävlingar. På senare år har man haft stora framgångar med bland annat guld i OS i matlagning 2000 och 2004. Laget består av sju kockar och fyra konditorer. Laget har sina träningslokaler i Framtidens Kök på Electrolux huvudkontor på Kungsholmen i Stockholm.
Kocklandslaget är en del av Svenska Kockars Förening.

## Historik
- 1999 - Vann World Cup i Basel
- 2000 - Guld i matolympiaden i Erfurt i Tyskland
- 2002 - Guld i World Cup i Luxemburg.

Meny:
Förrätt

Krabbterrin med roux, grillad havskräfta med dillskum och ett färskt kronärtskockshjärta.
Varmrätt

Späckad spädgris med bondbönor, potatisroyal med plommonsås samt färska kantareller.
Dessert
Hasselnötsbavaroise med ett pärontäcke, serverat med champagnesorbet.
- 2004 - Återigen guld i matolympiaden i Erfurt i Tyskland, inget annat landslag har tidigare vunnit två gånger i rad.

Meny:
Förrätt

Pastramipiggvar med morotsterrin och skaldjurstartar
Huvudrätt

Överbakad dovhjortssadel med picklade grönsaker. Till det tillbehör: Purjolökspotatis och kantarell, dovhjortslägg och rödvinssky.
Dessert

Bisquite Jacond, körsbärsgelé, mandelbavaroise, chokladbavaroise, karamelliserade mandlar, Griottes sorbet, crumble, chokladfondant och kirschsås.

## Landslaget
- Landslaget 1987–1988
  - Roland Persson
  - Kent Sandin
  - Gert Klötzke
  - Willy Abler
  - Johnny Johansson
  - Tore Wretman
  - Conny Storhed
  - Peter Hommen
  - Otto Stangl
  - Kurt Weid

- Landslaget 1989–1992
  - Richard Nilsson
  - Fredrik Eriksson
  - Roland Persson
  - Gert Klötzke
  - Kurt Weid
  - Håkan Thörnström
  - Torsten Körling
  - Kent Sandin
  - Angela Steinbrenner
  - Malin Söderström
  - Urban Nyberg
  - Peter Hommen

- Landslaget 1993–1996
  - Mattias Dahlgren
  - Stefan Johnson-Petersén
  - Torsten Kjörling
  - Per Gustafson
  - Gert Klötzke
  - Ola Andersson
  - Jörgen Andersson
  - Malin Söderström
  - Stefan Carlsson
  - Håkan Thörnström
  - Laurent Tassel
  - Anders Dahlbom
  - Melker Andersson

- Landslaget 1997–2000
  - Danyel Couet
  - Jörgen Andersson
  - Tony Olsson
  - Henrik Håkansson
  - Krister Dahl
  - Benny Cedergren
  - Malin Söderström
  - Mathias Pihlblad
  - Magnus Lindström
  - Magnus Johansson
  - Gert Klötzke

- Landslaget 2001–2004
  - Krister Dahl - Lagkapten
  - Magnus Ek
  - Mathias Herlev Hansson
  - Daniel Höglander
  - Martin Isaksson
  - Sayan Isaksson
- Ted Johansson
  - Magnus Lindström
  - Peter J Skogström
  - Johan Jureskog
  - Björn Svensson
  - Stefan Johnsson-Petersén
  - Matias Ljungberg
  - Lagledare var Gert Klötzke. Gert Klötzke är professor i gastronomi vid Umeå universitet.

- Landslaget 2005–2008
  - Fredrik Björlin- Lagkapten
  - Fredrik Borgskog
  - Carina Brydling
  - Patrik Fredriksson
  - Fredrik Hedlund
  - Hans Höglund
  - Peter Jelksäter
  - Johan Jureskog
  - Fredrik Malmstedt
  - Håkan Mårtensson
  - Per Olsson
  - Tom Sjöstedt

Lagledare är:
- Krister Dahl

2006 tävlade laget i VM i Luxemburg och kom på en andra plats.
Meny:
Förrätt
Rimmad fjällröding med blomkålsterrin, stekt havskräfta och pilgrimsmousselin
Varmrätt
Variation på lamm med höstgrönsaker, gulbetspotatis och getostskum.
Dessert
Mjölkcholkadmousse med svartvinbärssylt och svartvinsbärssorbet på brownie.
2007 deltog laget i The Battle for the Dragon i Wales och vann tävlingen.
Meny:
Förrätt
Fänkålsöverbakad regnbågsrygg med fänkålsterrin, varm majonnäs samt selleri, valnötter och äpple.
Varmrätt
Biff med rökt oxmärgsöverbak, jordärtskockspotatis samt bourguignon garni.
Dessert
Vanilj- & hjortronsavarin med mandel- & karamellglass, macarons samt hjortronsylt.
2008 är OS-år och Sverige blev trea och vann brons i Culinary Olympics.
Meny:
Förrätt
Bakad gös med kantarellduxelle, friterad krabba och persiljemajonnäs. Fänkåls- och hjärtmusselterrin. Blomkålscreme och sallad.
Varmrätt
Lårterrin med dillstekt tuppbröst, tuppkorv, brynt potatis med Kvibille Sveciaost, jordärtskocksskum samt kryddgrönsaker och rödvinssky.
Dessert
Variation på äpple - Äppelbavaroise med Calvados. Sorbet och äppelterrin. Vit choklad- och färskost”queneller”. Varma karamelläpplen och äppelpuré.
- 2009 bildades laget som skulle tävla i bland annat Culinary Olympics 2012. Laget bestod av 11 medlemmar.

- - Fredrik Björlin- kock och ansvarig för kalla bordet
  - Jesper Bogren - kock
  - Patrik Fredriksson - konditor
  - Fredrik Hedlund - kock
  - Klas Lindberg - kock
  - Conrad Tyrsèn - konditor
  - Daniel Roos - konditor
  - Tom Sjöstedt - kock och ansvarig för varmköket
  - Krister Dahl - lagledare

Ny lagmedlem var också Sara Johansson som skulle medverka i Kock VM i Luxemburg 2010.
- Landslaget 2014–2017
  - Jonas Frantzen- Lagledare
  - Sebastian Gibrand - Lagkapten
  - Fredrik Andersson - Kock
  - Eddy Zippert Gilbourne - Kock
  - Jonas Lagerström - Kock och Konditor
  - Isak Wiig - Kock
  - Pi Le - Kock
  - Fredrik Juhlin - Kock
  - Anders Oskarsson - Chefskonditor
  - Pierre Eklöf - Konditor
  - Frida Bäcke - Konditor
  - Kalle Bengtsson - Konditor

- Landslaget 2017–2020[1]
  - Fredrik Andersson, Team Manager
  - Jimmi Eriksson, Team Captain
  - Anders Karlsson, kock
  - Daniel Haynes, kock
  - Henric Herbertsson, kock
  - Ludwig Tjörnemo, kock
  - Anders Isaksson, kock
  - Kasper Kleihs, konditor
  - Sebastian Pettersson, konditor
  - Anton Husa, konditor

Landslaget representerade Sverige både Culinary World Cup 2018 där man tog guld och Culinary Olympics 2020.